# Antti Raanta
Antti Raanta (* 12. Mai 1989 in Rauma) ist ein finnischer Eishockeytorwart, der seit Juli 2025 erneut bei Rauman Lukko aus der finnischen Liiga unter Vertrag steht. Zuvor war Raanta unter anderem für die Chicago Blackhawks, New York Rangers, Arizona Coyotes und Carolina Hurricanes in der National Hockey League (NHL) aktiv, wobei er im Jahr 2015 mit Chicago den Stanley Cup gewann.

## Karriere

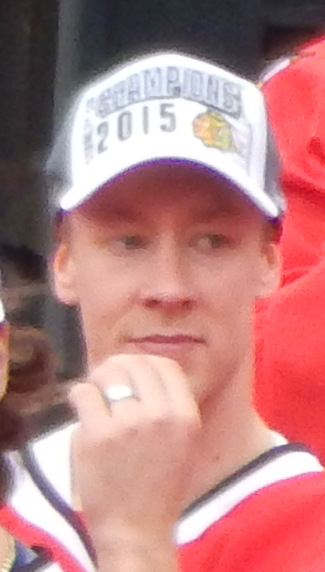
Raanta nach dem Stanley-Cup-Gewinn 2015

Antti Raanta begann mit dem Eishockeysport in seiner Heimatstadt bei Rauman Lukko und durchlief dort alle Nachwuchsmannschaften. Ab 2003 spielte er für die U16-, ab 2005 für die U18 und ab 2006 für die U20-Juniorenmannschaft des Vereins. Im März 2008 erhielt Raanta von seinem Heimatverein einen Vertrag mit einer Laufzeit von drei Jahren. In der Saison 2008/09 gehörte er statistisch zu den besten Torhütern der Nuorten SM-liiga und erreichte mit Lukko den dritten Platz der Meisterschaft. Aufgrund dieser Leistungen wurde er vor der Saison 2009/10 in den erweiterten Profikader des Vereins aufgenommen. Am 22. September 2009 gab er sein Debüt in der SM-liiga bei einem 7:3-Sieg gegen die Pelicans. Insgesamt absolvierte er in der Saison 2009/10 als zweiter Torhüter hinter Petri Vehanen respektive Mikael Tellqvist 15 SM-liiga-Partien. In der folgenden Spielzeit steigerte er seine Eiszeit auf insgesamt 20 Hauptrundenspiele und wurde auch zweimal in den Play-offs eingesetzt.
Im April 2011 kehrte er Lukko den Rücken und wechselte zu Porin Ässät, wo er sofort zum Stammtorhüter avancierte. In der Saison 2012/13 verhalf er seinem Team mit statistischen Bestwerten – einem Gegentorschnitt von 1,85 in der Hauptrunde und 1,33 in den Play-offs – zum ersten Gewinn der SM-liiga seit 1978. Er wurde zudem mit der Lasse-Oksanen-Trophäe als bester Spieler der Hauptrunde und mit der Jari-Kurri-Trophäe als bester Spieler der Play-offs ausgezeichnet. Am 2. Mai 2013 unterschrieb er einen Vertrag über zwei Jahre Laufzeit beim Helsingfors IFK.
Im Juli 2013 – im Anschluss an die Weltmeisterschaft – wurde er von den Chicago Blackhawks verpflichtet. Nach ersten Spielen in der AHL bei den Rockford IceHogs wurde er im November 2013 erstmals in den NHL-Kader berufen und gab am 27. November gegen die Calgary Flames sein NHL-Debüt. Am Ende der Saison 2014/15 gewannen die Blackhawks den Stanley Cup und ließen seinen Namen darauf eingravieren, obwohl er die automatischen Kriterien (z. B. 41 Spiele in der regulären Saison) dafür nicht erfüllt hatte; dafür fungierte er in 54 Spielen als zweiter Torwart und bestritt selbst 14 Einsätze.
Nach zwei Jahren in der Organisation der Blackhawks gaben diese ihn im Juni 2015 an die New York Rangers ab und erhielten im Gegenzug Ryan Haggerty. In New York fungierte Raanta als zweiter Torhüter hinter Henrik Lundqvist, bevor er im Juni 2017 samt Derek Stepan an die Arizona Coyotes abgegeben wurde. Im Gegenzug erhielten die Rangers Anthony DeAngelo sowie ein Erstrunden-Wahlrecht für den NHL Entry Draft 2017. Obwohl die Coyotes die Playoffs in der folgenden Spielzeit 2017/18 deutlich verpasst hatten, platzierte sich der Finne mit einer Fangquote von 93,0 % und einem Gegentorschnitt von 2,24 unter den besten Torhütern der Liga. Anschließend unterzeichnete er im April 2018 einen neuen Dreijahresvertrag in Arizona, der ihm ein durchschnittliches Jahresgehalt von 4,25 Millionen US-Dollar einbringen soll. Den Großteil der folgenden Spielzeit 2018/19 verpasste er allerdings verletzungsbedingt, ebenso wie Teile der Folgejahre.
Letztlich wurde sein im Sommer 2021 auslaufender Vertrag nicht verlängert, sodass er sich als Free Agent den Carolina Hurricanes anschloss und dort einen Zweijahresvertrag mit einem Gesamtvolumen von vier Millionen US-Dollar unterzeichnete. In seinem ersten Jahr in Carolina gewann er als Backup von Frederik Andersen mit ihm die William M. Jennings Trophy als das Torhüter-Duo mit dem geringsten Gegentorschnitt der NHL. Nach drei Jahren wechselte der Finne im September 2024 für ein Jahr zum Genève-Servette HC aus der Schweizer National League. Anschließend kehrte er zu seinem Ausbildungsverein Rauman Lukko nach Finnland zurück.

### International
Im April 2013 wurde Raanta aufgrund der gezeigten Leistungen in der SM-liiga in den Kader der finnischen Nationalmannschaft für die Weltmeisterschaft 2013 berufen. Beim Turnier selbst gab er am 4. Mai 2013 sein Länderspieldebüt gegen die Slowakei und feierte dabei seinen ersten Länderspiel-Shutout.

## Erfolge und Auszeichnungen
| - 2013 Finnischer Meister mit Porin Ässät - 2013 Lasse-Oksanen-Trophäe - 2013 Urpo-Ylönen-Trophäe - 2013 Jari-Kurri-Trophäe | - 2013 NHL-Rookie des Monats Dezember (gemeinsam mit Martin Jones) - 2015 Stanley-Cup-Gewinn mit den Chicago Blackhawks - 2022 William M. Jennings Trophy (gemeinsam mit Frederik Andersen) |

## Karrierestatistik

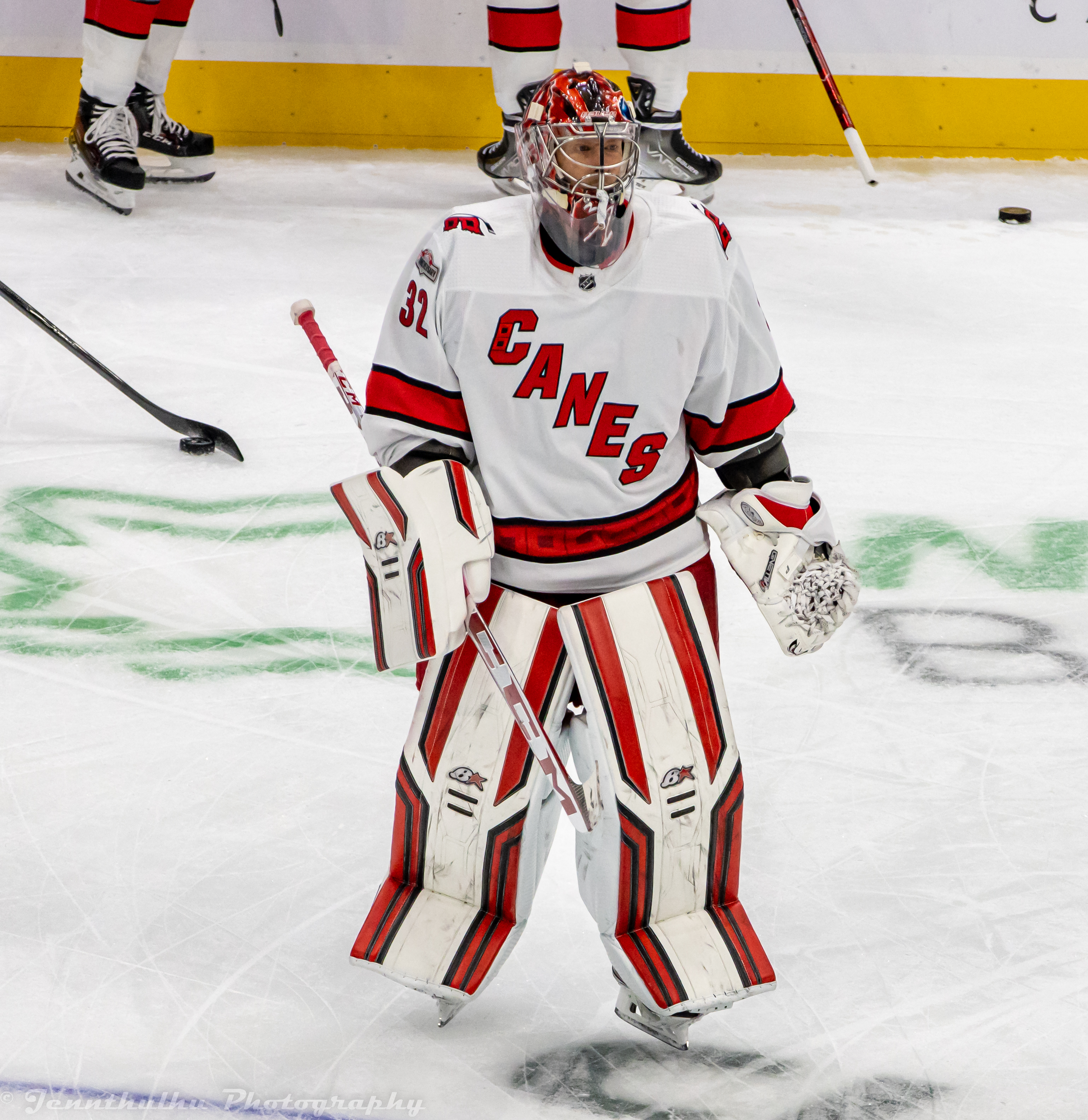
Antti Raanta im Trikot der Carolina Hurricanes (2022)

Stand: Ende der Saison 2024/25

### International
Vertrat Finnland bei:
- Weltmeisterschaft 2013

(Legende zur Torhüterstatistik: GP oder Sp = Spiele insgesamt; W oder S = Siege; L oder N = Niederlagen; T oder U oder OT = Unentschieden oder Overtime- bzw. Shootout-Niederlage; Min. = Minuten; SOG oder SaT = Schüsse aufs Tor; GA oder GT = Gegentore; SO = Shutouts; GAA oder GTS = Gegentorschnitt; Sv% oder SVS% = Fangquote; EN = Empty Net Goal; 1 Play-downs/Relegation; Kursiv: Statistik nicht vollständig)

## Familie
Raanta stammt aus einer Eishockeyfamilie, sein Großvater Pekka Ahlsten war als Abwehrspieler Teil der Meistermannschaft von Lukko Rauma 1963.